# Trimeresurus cardamomensis
Trimeresurus cardamomensis is een soort slang uit de familie van de adders (Viperidae) en de onderfamilie groefkopadders (Crotalinae).

## Naam en indeling
De wetenschappelijke naam van de soort werd voor het eerst voorgesteld door Anita Malhotra, Roger Stephen Thorpe, Mrinalini en Bryan L. Stuart in 2011. Oorspronkelijk werd de wetenschappelijke naam Cryptelytrops cardamomensis gebruikt.
De soort werd voorheen als variatie van Cryptelytrops macrops beschouwd. Een studie uit 2011 kwam aan de hand van genetische en morfologische kenmerken en de kleur echter tot het besluit dat het een aparte soort is. Het geslacht Cryptelytrops  wordt tegenwoordig niet langer erkend. De soortaanduiding cardamomensis verwijst naar het Cardamomgebergte, de typelocatie.

## Uiterlijke kenmerken
Trimeresurus cardamomensis heeft een grasgroene lichaamskleur en een steenrode kleur staart, die korter is bij vrouwtjes. De zijkant heeft een witte streep die duidelijker is bij mannetjes dan bij vrouwtjes. Bij mannetjes loopt de streep door tot aan het oog. De ogen hebben een goudgele kleur. De bovenlip is iets doffer dan de rest van de bovenkant van het hoofd; een verschil dat vooral bij vrouwtjes opvalt. De huid tussen de schubben in helder blauw, soms met een zwarte band achteraan het lijf. De sublabiale en in mindere mate de supralabiale schubben zijn ook wat bedekt met dof blauw, meestal op de randen van de schubben. De meeste schubben op de onderkant van de kop zijn ook bedekt met de doffe blauwe kleur. Onderaan de kop zijn soms ook witte en groene vlekken op de schubben te vinden.
Mannetjes worden tot 50 cm lang, vrouwtjes worden mogelijk enkele centimeters langer. Er zijn echter te weinig gegevens bekend om hierover uitsluitsel te bieden.

## Verspreiding en habitat
De adder komt voor in delen van Zuidoost-Azië en leeft in het zuidoosten van Thailand, in Vietnam en in het zuidwesten van Cambodja en mogelijk op eilanden in de buurt. De habitat bestaat uit vochtige tropische en subtropische laaglandbossen en tropische en subtropische moerassen en mangroven. Trimeresurus cardamomensis komt voornamelijk voor in groenblijvende, half groenblijvende en mangrovewoud in de buurt van water. De soort is aangetroffen van zeeniveau tot op een hoogte van ongeveer 800 meter boven zeeniveau.

## Beschermingsstatus
Door de internationale natuurbeschermingsorganisatie IUCN is de beschermingsstatus 'veilig' toegewezen (Least Concern of LC).